# Japonés implorando a una deidad
Japonés implorando a una deidad es una pintura del pintor francés Jean-Léon Gérôme. Este óleo sobre lienzo de 71 por 59 cm fue creado en 1885 y representa a una persona al pie de una escalera rezando ante una gran estatua de Buda. Es parte de una colección privada.

## Historia
Aunque visitó el norte de África y territorios de Oriente Próximo que formaban parte del Imperio Otomano, Gérôme nunca viajó a Japón. Entre sus muchas pinturas orientalistas ambientadas en el mundo musulmán, este lienzo es su única composición basada en un tema japonés. Recibió la influencia de Henry Humphrey Moore, un alumno suyo que había regresado después de pasar tres años en Japón.
Este cuadro permaneció en la casa del artista en el número 65 del boulevard de Clichy, en París, hasta su muerte. Un boceto al óleo de 35 por 27 cm fue ofrecido a su amigo, el escenógrafo Marcel Jambon, con la dedicatoria à son confrère et ami/Jambon/souvenir/J. L. Gerome ("a su colega y amigo/Jambon/un recuerdo/J. L. Gérôme") abajo a la derecha.

## Descripción
La oración es un tema recurrente en las pinturas orientalistas de Gérôme, como muestra de su anticlericalismo finisecular era una admiración por la "piedad más sencilla" de otras civilizaciones, y esta pintura representa a un hombre japonés con traje tradicional levantando los brazos hacia el cielo al atardecer mientras contempla una gran estatua de Buda, ubicada en lo alto de una escalera de dos tramos. A los lados de la escalera hay árboles típicos del país, pinos, cerezos, y a la izquierda se puede ver el mar al fondo. La obra, a diferencia de las pinturas orientalistas del Oriente Próximo, que se basaban en la observación directa del artista, es producto de la imaginación del autor a través del conocimiento del país asiático disponible en ese momento. La firma se encuentra en la parte inferior izquierda del primer escalón. 